# Княгиня України
«Княгиня України» — щорічний український національний конкурс краси, один з найпрестижніших конкурсів краси в Україні.
Основною метою конкурсу є цілеспрямоване створення для молоді сучасних еталонів для наслідування — молодих, активних, освічених, духовно розвинених красивих особистостей, орієнтованих на успіх у власному житті, навчанні та майбутній професійній кар'єрі.

## Історія
Протягом багатьох століть українці прославляли у своїх піснях і віршах, легендах і казках жінок та дівчат. Вони були зразком краси, втіленням доброчесності, справедливості, кохання, були опорою для своїх чоловіків, опікувалися домом і господарством, виховували дітей. Але збереглося і багато прикладів того, як жінки правили країною, очолювали армії в походах, вели дипломатичні переговори, були владними і войовничими.
Княгині Київської Русі — найвизначніший приклад українського жіноцтва. Легендарна Либідь, яка разом з братами Києм, Щеком та Хоривом була у витоків української столиці Києва. Ольга, дружина князя Ігоря і мати войовничого Святослава кілька десятиліть правила величезною країною яка простягалася від Чорного до Балтійського моря і правила успішно. Більше того, вона їздила з дипломатичною місією до Візантії, де однією з перших на Русі прийняла християнство, очолювала військовий похід проти древлян, які вбили її чоловіка. Анна, донька Ярослава Мудрого, стала королевою Франції, була однією з найосвіченіших жінок свого часу, а на її Біблії століттями присягали французькі королі. І як же не згадати про Єфросінію, доньку чернігівського князя Михайла, вбитого монголами за відмову скоритися їх владі, яка визнана святою православної церкви.
Через тисячоліття українські жінки пронесли всі найкращі риси давньоруських княгинь, зберегли ту давню традицію. В козацькі часи вони на рівні з чоловіками захищали рідні землі від ворогів, своєю красою полонили як друзів, так і ворогів, розумом переборювали всі негаразди. В нові часи жінки творили нову історію, нову культуру країни.
Сьогодні українські жінки, наслідуючи приклад давньоруських княгинь, відіграють провідні ролі у всіх сферах життя України — в політиці, культурі, медицині, освіті, науці, спорті та багатьох інших. Не варто забувати і про тих жінок, які йдучи по стопам княгині Ольги, зі зброєю в руках захищають незалежність України — а це, не багато не мало, а близько 15 тисяч прекрасних пані. І близько тисячі з них — безпосередньо беруть участь в АТО.
Саме основною метою конкурсу є цілеспрямоване створення для молоді сучасних еталонів для наслідування — молодих, активних, освічених, духовно розвинених красивих особистостей, які лише йдуть по стопам прославлених княгинь.
У 2005 році в Луцьку стартував новий національний конкурс краси — «Княгиня України». 19 листопада за титул найвродливішої боролися 29 учасниць з усіх куточків держави. За організацію такого проекту спільно з Асоціацією професіоналів моделінгу України «Легіон Люкс» взявся волинський меценат Олександр Главацький, котрий по теперішній час є генеральним продюсером конкурсу.

## Сучасність

### Відбір учасниць
Учасниці конкурсу Княгиня України, як правило, відбираються на регіональних (обласних) конкурсах краси. І традиційно наприкінці року в одному з міст України відбувається фінальні змагання.
19 грудня 2016 року Чернігів зустрічав черговий, вже XI-й національний конкурс краси «Княгиня України». Символічно, що він відбувся саме на день Святого Миколая, адже це один з найдавніших і найшанованіших християнських святих, а його день — одне з найбільших свят. Гасло XI-го конкурсу — «Краса єднає Україну». Красуні з Луганської та Донецької областей виходили на сцену поруч з прекрасними панянками з Західної України.

### Суддівська рада
Кожний регіональний (обласний) конкурс за погодженням генерального продюсера формує свій склад журі (регіональну суддівську раду).
Місця учасниць визначаються голосуванням суддів.
Контакти оргкомітету
Організатор конкурсу — ТОВ Княгиня України, місто Київ.

### Переможниці конкурсу
| Рік  | Княгиня України     | Місто проживання переможниці |
| ---- | ------------------- | ---------------------------- |
| 2017 | Юлія Пінчук         | Житомир                      |
| 2016 | Вікторія Апанасенко | Чернігів                     |
| 2015 | Мар'яна Панькевич   | Львів                        |
| 2014 | Марія Буланкова     | Запоріжжя                    |
| 2013 | Ангеліна Журавська  | Київ                         |
| 2012 | Анастасія Божкова   | Сімферополь                  |
| 2011 | Юлія Александренок  | Київ                         |
| 2010 | Дарина Сачук        | Рівне                        |
| 2009 |                     |                              |
| 2008 |                     |                              |
| 2007 | Олеся Петренко      | Луганськ                     |
| 2006 |                     |                              |
| 2005 | Вероніка Мудра      | Київ                         |